# Fleußmühler Bach
Der Fleußmühler Bach ist ein Fließgewässer in der bergischen Großstadt Solingen. Er ist benannt nach der Fleußmühle, die er in früheren Zeiten antrieb, und er entwässert als orografisch rechter Nebenfluss einen Teil des Solinger Höhenrückens in die Wupper.

## Geographie und Verlauf

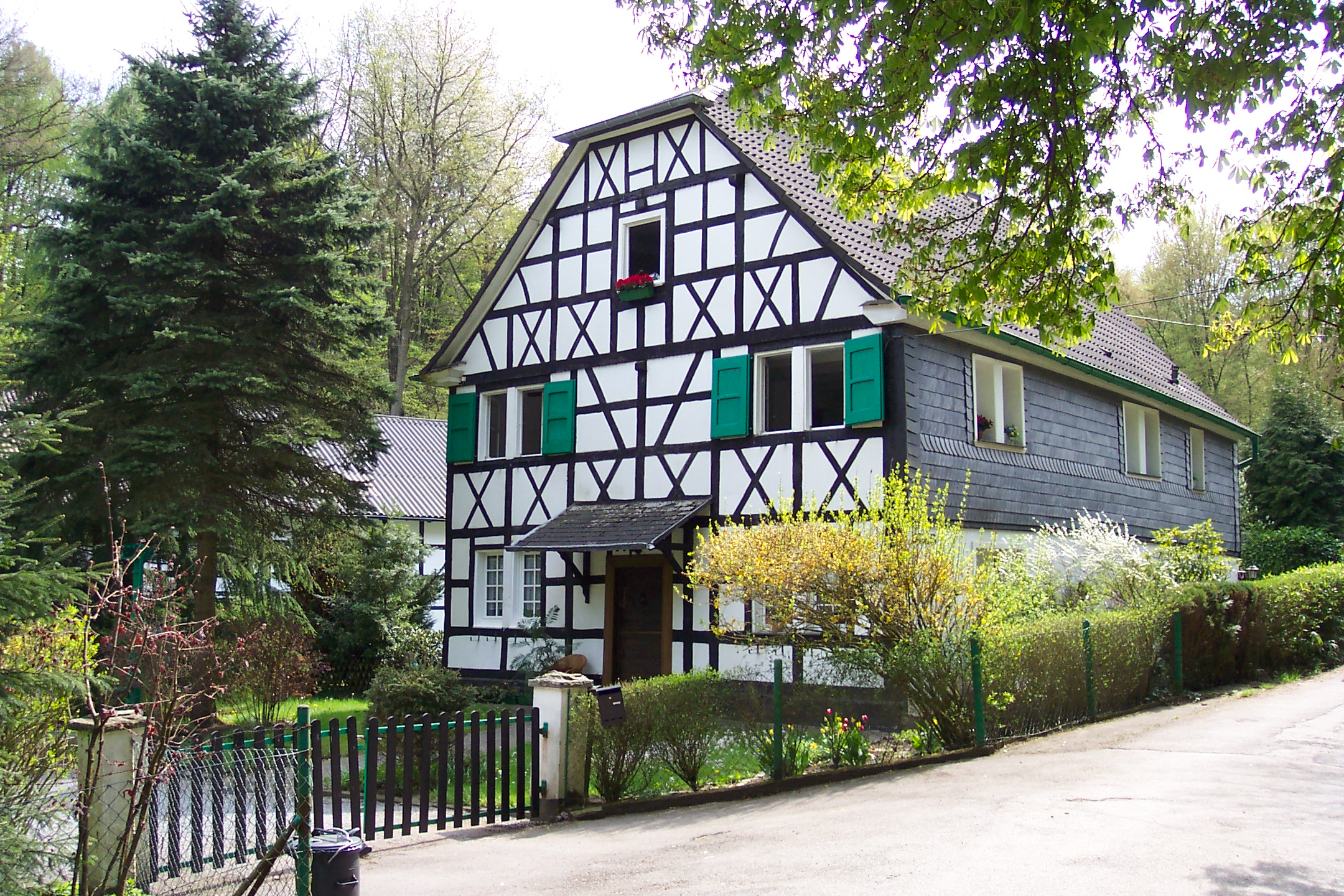
Die namensgebende Fleußmühle

Der Fleußmühler Bach entspringt in einer Quelle am II. Stockdum am Rande der heutigen Park- und Freizeitanlage Bärenloch. Er bildet dort einen Taleinschnitt zwischen der zu Solingen-Mitte gehörenden Kuller Straße im Süden und den Wohngebieten am II. und III. Stockdum in Gräfrath. Im Zentrum des Bärenlochs speist der Bach einen großen Teich. Von dort aus fließt er weiter in östliche Richtung und verläuft ein kurzes Stück verrohrt unterhalb des Wertstoffhofes der Entsorgung Solingen GmbH. Er nimmt am Stöckerberg das Wasser aus einer weiteren Quelle auf, fließt sodann in nordöstliche Richtung und umgeht dabei den künstlich geschaffenen Berg der ehemaligen Mülldeponie Bärenloch. Vorbei an der Kompostierungsanlage sowie der Hofschaft Schrodtberg erreicht er schließlich die namensgebende Fleußmühle.
Hinter der Fleußmühle nimmt er das Wasser des von Westen kommenden Külfer Bachs auf, fließt sodann in östliche Richtung an der Anschlussstelle Solingen-Kohlfurth der Landesstraße 74 (L 74) vorbei und über Kohlfurth der Wupper zu. Dort mündet er schließlich im Bereich des Café Hubraum in die Wupper. Die Länge des Bachs wird mit knapp 1,1 Kilometern angegeben. Geologisch entwässert der Bach einen der Höhenzüge des Solinger Höhenrückens nördlich der Solinger Innenstadt.

## Geschichte
Das Wasser des Fleußmühler Baches wurde in der Vergangenheit für den Antrieb einer Wassermühle, einer Schmelzhütte sowie eines Reckhammers genutzt. Hierzu zählen die noch vorhandene Fleußmühle am Zusammenfluss von Fleußmühler und Külfer Bach sowie eine Schmelzhütte und der sogenannte Ronsdorfshammer im Bereich Kohlfurth, die beide nicht mehr vorhanden sind.
Im sogenannten Bärenloch, dem Talgrund des Fleußmühler Baches zwischen Solingen-Mitte und Gräfrath wurden ab 1930 Siedlungsabfälle aller Art abgekippt und deponiert, darunter hauptsächlich Bauschutt. Der westliche Teil des Bärenlochs wurde ab den 1970er Jahren von einer Mülldeponie in eine Grün- und Freizeitanlage umgewandelt, der Fleußmühler Bach freigelegt und renaturiert. Die Deponie im östlichen Teil wurde schließlich 2009 geschlossen, weiterhin werden am dortigen Wertstoffhof allerdings Abfälle zum Recycling entgegengenommen.
Große Teile des Baches verlaufen heute durch das Landschaftsschutzgebiet Wupperengtal, das 2006 im Solinger Landschaftsplan erfasst wurde.